# 省嵬城
省嵬城，位于宁夏回族自治区石嘴山市惠农区，是宁夏现存唯一一座有完整城郭的西夏城址。该城址始建于宋天圣二年（1024年），起初作为军事用途，西夏灭亡后转为民用，为西夏北地中军司所在地，明初时已经基本废弃。明清年间的多次大地震对城池造成了严重的损坏。省嵬城整体呈方形，其中东城墙因盖有村庄而损毁严重。2001年及2013年，省嵬城先后被列为宁夏回族自治区重点文物保护单位和全国重点文物保护单位。

## 历史
宋天圣二年（1024年），李德明在占领定州之后，于定州修建了这座城池，其目的是为了抵御诸蕃:99-101。西夏灭亡后，城池失去原有的军事用途，但还有普通居民居住。至明代时，省嵬城已经基本废弃。明熹宗天启七年时（1627年）和清乾隆四年（1739年），宁夏发生大地震，省嵬城遭到了严重损坏。1920年海原大地震时，省嵬城遭到了严重破坏，城墙出现了大范围坍塌。1965年、1966年时，宁夏博物馆对省嵬城遗址的考古发掘中，考古队清理出了南城门的遗址，并根据出土文物基本断定此处即为省嵬城城址:99-101。2001年7月1日，省嵬城遗址被确定为宁夏回族自治区重点文物保护单位。在2004年时，有媒体报道称东段的城墙被村庄严重破坏，其中部分城墙被当地居民取土烧砖而彻底掘平。2013年5月，省嵬城址被确立为第七批全国重点文物保护单位。

## 结构
省嵬城址位于宁夏石嘴山市惠农区，是宁夏现存唯一一座有完整城郭的西夏城址，古城呈方形，城墙用土夯筑而成。东城垣已被一座村庄所覆盖，西、北、南三面城墙则直接暴露在外，其中以西侧和北侧的城墙保存较好。现存长度上，东墙长593米，西墙长590米，南墙长587米，北墙长588米，城墙下窄上宽且基本连续，城墙高约2至4米不等，最高处达6米，底部宽约13米。西侧和北侧的城墙没有城门，东侧和南侧各有一座城门，每个门只有一个门道，门洞两侧各有铺设一条长条石块作为基座，基座上方有4个圆形石柱础。门道中建有一道石门槛，高约30厘米。石门槛两端各有一个石门枕，门枕上方有沟槽，类似原有门框的位置。沟槽北面有1个半圆形的孔，是为承载门枢的轴孔，高出地面50厘米。城四周建有护城河，河宽6米，深1米左右。城内西北角距西城墙300米、距北城墙200米的位置，有一片面积约1000平方米的区域，堆集有大量的青砖、瓦砾、陶片，此处有可能是官府所在地或官吏的住宅，或是庙宇的所在地。:130-131:99-101

## 出土文物
1965年、1966年时，宁夏博物馆对省嵬城遗址进行了考古发掘。在这次发掘中考古人员发掘出了大量的木炭和骆驼、牛、羊、马等动物的兽骨，以及大量西夏风格的秃发瓷人头像。此外，城内还出土了瓷罐、瓷瓶、瓷碟、瓷碗、铁斧、铁刀、铁钉、弩机牙等物品，另有“开元通宝”、“乾元重宝”各一枚，南宋“建炎通宝”一枚，金“正隆元宝”一枚，除此之外还有大量的北宋钱币，如“至元通宝”、“皇宋通宝”、“元丰通宝”等，各类钱币总计135枚:130-131。